# 謝雅梅
謝 雅梅（しゃ がばい）は台湾のエッセイスト。

## 略歴
1987年に来日し拓殖大学大学院を卒業した。現在、自由が丘産能短期大学講師を務めつつ、エッセイストとして活動。また、日本文化チャンネル桜（スカイパーフェクTV!767ch）内番組、「アジアの息吹」のキャスターも務める。
『新ゴーマニズム宣言スペシャル・台湾論』でその名を知られるようになったが、強い愛国心が裏目に出て台湾の恥部を必死に小林よしのりに見せようとしない態度を描かれたため焦ったという。
2007年9月に台湾に帰国した。

## 主な著書
- 『日本に恋した台湾人』（総合法令） (ISBN 4893466666)
- 『台湾論と日本論』（総合法令） (ISBN 4893467069)
- 『台湾は今日も日本晴れ！』（総合法令） (ISBN 4893467980)
- 『新視点「台湾人と日本人」』 (ISBN 4094022562)
- 『大華僑伝―台湾の松下幸之助・王永慶』 (ISBN 4893465422)
- 『いま、日本人に伝えたい台湾と中国のこと』 (ISBN 4893467506)
- 『台湾人と日本人―日本人に知ってほしいこと』 (ISBN 4893466291)